# Salvador Macamo
Salvador Macamo (ur. 27 września 1976) – mozambicki piłkarz grający na pozycji obrońcy.

## Kariera klubowa
W swojej karierze piłkarskiej Macamo występował w klubie CD Maxaquene.

## Kariera reprezentacyjna
W reprezentacji Mozambiku Macamo zadebiutował w 1997 roku. W 1998 roku był w kadrze Mozambiku na Puchar Narodów Afryki 1998. Na nim rozegrał dwa mecze: z Marokiem (0:3) i z Zambią (1:3). W kadrze narodowej grał do 2002 roku.